# Guzana

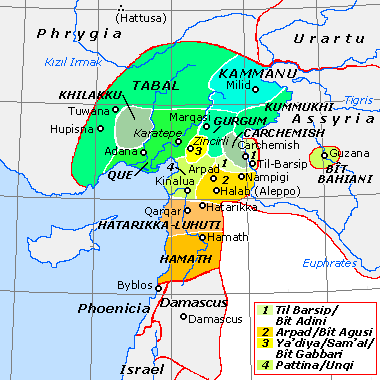
Guzana

Guzana fou una ciutat aramea, capital del regne de Bit Bahiani. Estava edificada sobre una antiga ciutat coneguda només amb el seu nom modern de Tell Halaf.

## Història
Al segle x el regne arameu de Bit Bahiani va establir la seva capital a Tell Halaf, que fou refundada com a Guzana. El rei Kapara va construir l'anomenat hilani, un palau en estil neo-hitita amb rica decoració d'estàtues i relleus ortosats (de làmines rectes). La ciutadella fou el centre de la ciutat aramea (i després assíria). La ciutadella incloïa el palau i els edificis oficials. L'edifici principal era el hilani o palau occidental, seguit del palau del nord-est. A la ciutat baixa s'ha trobat un temple d'estil assiri.
El 894 aC el rei assiri Adadnirari II esmenta el lloc en els seus arxius, com un regne arameu (ciutat estat) tributari. El 808 aC la ciutat i regió a l'entorn fou annexionada i va esdevenir una província d'Assíria. El governador va residir al palau a la part nord-oriental de la ciutadella.
Guzana va sobreviure a la caiguda de l'imperi assiri. A la inscripció de Behistun s'esmenta una ciutat a l'Eufrates de nom Zazana, que els estudiosos connecten amb la semítica (aramea) Gozana o Guzana, nom que en arameu voldria dir "Terra alta". Va romandre habitada fins al període parto-romà. Correspondria a la medieval Zuzan al-Akrad (Alts dels kurds).